# Hans-Georg Gadamer

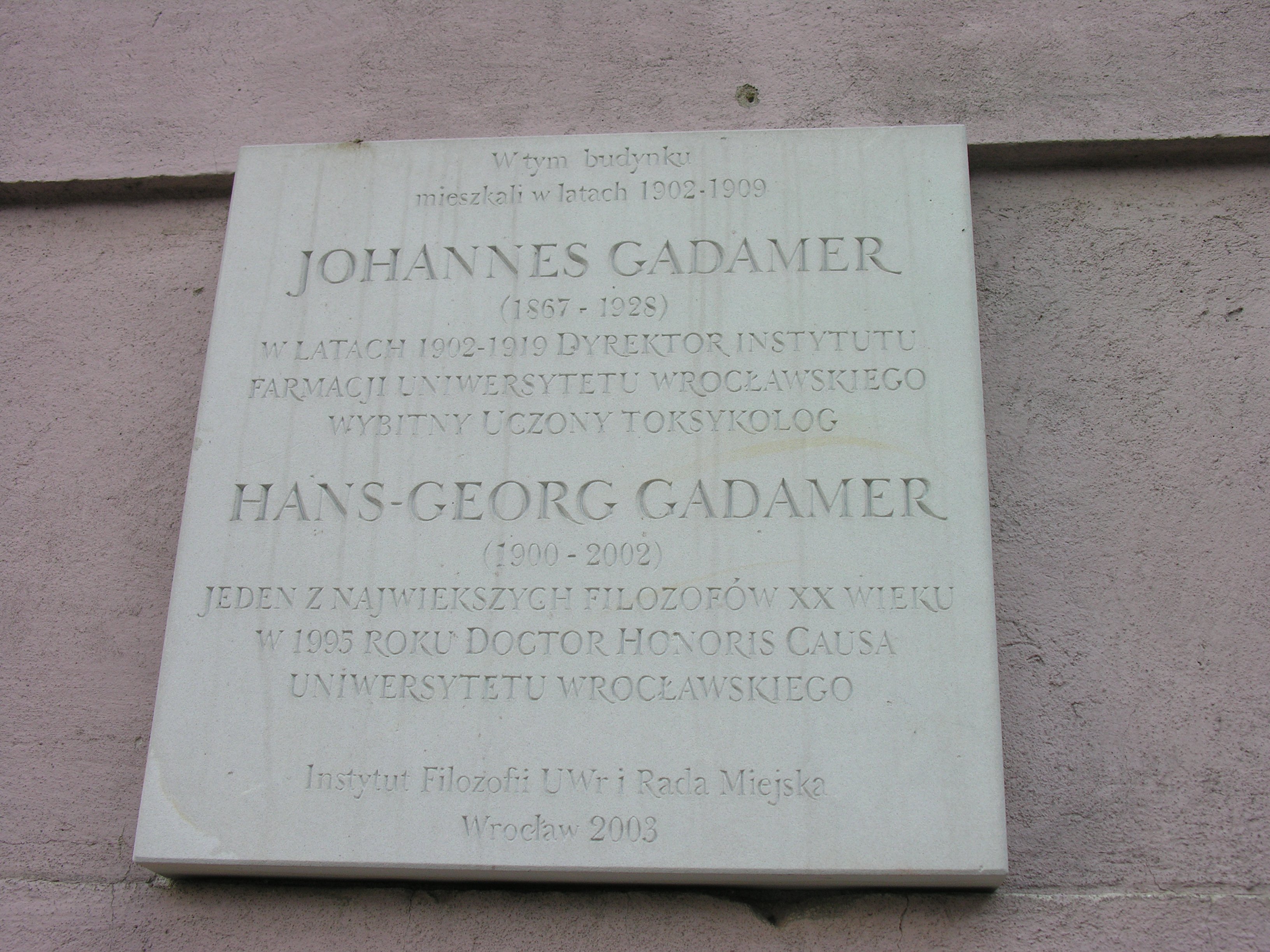
Tablica pamiątkowa we Wrocławiu

Hans-Georg Gadamer (ur. 11 lutego 1900 w Marburgu, zm. 13 marca 2002 w Heidelbergu) – niemiecki filozof, humanista, historyk filozofii, filolog, współtwórca XX-wiecznej hermeneutyki filozoficznej. Autor „Wahrheit und Methode” (polski tytuł: „Prawda i metoda”), rozprawy o kluczowym znaczeniu dla zrozumienia współczesnej filozofii.

## Życiorys
Do 1919 mieszkał we Wrocławiu, gdzie jego ojciec kierował wrocławskim Instytutem Farmaceutycznym. Po ukończeniu Gimnazjum Świętego Ducha, Hans-Georg rozpoczął w 1918 studia humanistyczne na Uniwersytecie Wrocławskim. W 1919 przeniósł się do Marburga, stolicy neokantyzmu, gdzie kontynuował studia filozoficzne, pozostając pod wpływem Paula Natorpa i Nicolasa Hartmanna. Pod ich kierunkiem napisał rozprawę doktorską, obronioną „summa cum laude” w 1922 r. W tym samym czasie nawiązał kontakty z wybitnymi marburskimi filologami: E. R. Curtiusem, W. Jaegerem, P. Friedlanderem, a także z teologiem protestanckim Rudolfem Bultmannem.
W 1923 udał się do Fryburga, gdzie słuchał wykładów Martina Heideggera i uczestniczył w seminariach prowadzonych przez Edmunda Husserla. Gdy Martin Heidegger przybył do Marburga, Gadamer utwierdził się w przekonaniu o konieczności ostatecznego zerwania z tradycją neokantowską. Niepewny dalszej kariery akademickiej rozpoczął w 1924 studia z filologii klasycznej pod kierunkiem Paula Friedländera, które ukończył egzaminem państwowym w 1927 r. Pod wpływem Heideggera zdecydował się na otwarcie przewodu habilitacyjnego, zakończonego w 1928 pracą pt. „Platos dialektische Ethik”, po czym rozpoczęły się „bezpańskie lata” privatdocentury.
W latach 1933–1935 był wykładowcą estetyki i etyki w Marburgu oraz Kilonii. W 1937 został profesorem nadzwyczajnym na Wydziale Filozofii uniwersytetu w Marburgu. W 1939 przeniósł się na uniwersytet w Lipsku, gdzie jako profesor zwyczajny był: dyrektorem Instytutu Filozofii (1939), dziekanem Wydziału Filozofii (1945), a po zakończeniu działań wojennych rektorem uniwersytetu (od 1946 do 1947). Rozczarowany zmianami politycznymi w Niemczech Wschodnich zrezygnował z kariery w Lipsku i wyjechał do Frankfurtu nad Menem, gdzie w latach 1947–1949 kierował katedrą filozofii.
Kolejny etap w karierze akademickiej Gadamera otwiera powołanie go na katedrę filozofii w Heidelbergu w 1949 r., którą objął po Karlu Jaspersie, po emigracji tego ostatniego do Szwajcarii. W 1953 wraz z Helmutem Kuhnem założył „Philosophische Rundschau”.
W 1960 ukazało się „Wahrheit und Methode” (wyd. pol. Prawda i metoda), dzieło, które przyniosło Gadamerowi światowe uznanie. W latach 1967–1971 uczestniczył w ważnej dla filozofii niemieckiej debacie z Jürgenem Habermasem.
Przejście na emeryturę w 1968 nie zmniejszyło jego aktywności naukowej. Wyjechał na wykłady do USA. Pobyt w Boston College w 1971 r. poszerzył wpływy jego myśli za oceanem oraz pozwolił nawiązać bliskie kontakty z Richardem Rortym i R. Bernsteinem.
W 1971 odznaczony Pour le Mérite za Naukę i Sztukę. W 1996 Uniwersytet Wrocławski przyznał mu doktorat honoris causa. W 1997 nadano mu tytuł doktora honoris causa Uniwersytetu Karola w Pradze. 
Zmarł w 2002 w Heidelbergu w wieku 102 lat.

## Publikacje
- Platos dialektische Ethik. Phanomenologische Interpretationen zum „Philebos”
- Prawda i metoda: zarys hermeneutyki filozoficznej (Wahrheit und Methode. Grundzüge einer philosophischen Hermeneutik)
- Kleine Schriften
- Hegels Dialektik
- Wer bin Ich und wer bist Du? Ein Kommentar zu Paul Celans Gedichtfolge „Atemkristall”
- Vernunft im Zeitalter der Wissenschaft
- Aktualność piękna: sztuka jako gra, symbol i święto (Die Aktualität des Schönen. Kunst als Spiel, Symbol und Fest)
- Moja droga do filozofii: wspomnienia (Philosophische Lehrjahre. Eine Rückschau)
- Poetica: wybrane eseje (Poetica. Ausgewahlte Essays)
- Idea dobra w dyskusji między Platonem i Arystotelesem (Die Idee des Guten zwischen Plato und Aristoteles)
- Heideggers Wege. Studien zum Spatwerk
- Lob der Theorie
- Dziedzictwo Europy (Das Erbe Europas)
- Ūber die Verborgenheit der Gesundheit
- Der Anfang der Philosophie